# Омейе, Тьерри
Тьери Омейе (фр. Thierry Omeyer; род. 2 ноября 1976, Мюлуз) — французский гандболист (вратарь), выступал за французские клубы «Монпелье» и «Пари Сен-Жермен», немецкий клуб «Киль» и сборную Франции. Признан лучшим вратарём в истории гандбола по версии ИГФ.

## Карьера
Клубная

Тьери Омейе начал свою карьеру в клубе Селеста, за которую выступал 6 лет. В 2000 году, Тьери Омейе заключил контракт с Монпелье, где становиться быстро первым номером команды, он выигрывает 5 чемпионатов Франции и побеждает 5 раз в кубке Франции, побеждает в 2005 году в Лиге чемпионов ЕГФ. В 2006 году Тьери Омейе заключает контракт с клубом Киль. С клубом Киль Тьери Омейе выиграл чемпионат Германии 6 раз, выиграл кубок Германии 6 раз, выиграл Лигу чемпионов ЕГФ 2 раза. Всего, Тьери Омейе провёл в разных турнирах за Киль 398 матчей и забросил 4 мяча. В 2013 году Тьери Омейе вернулся во Францию, в клуб Монпелье в 2014 году выиграл Кубок Французской лиги. В 2014 году Тьери Омейе заключил контракт с клубом ПСЖ Гандбол.

В сборной

Тьери Омейе выступает за сборную Франции. За Сборную Франции Тьери Омейе сыграл 356 матчей и забросил 4 гола. Дебютировал Тьери Омейе за сборную Франции 19 сентября 1999 года, в матче против Румынии. Тьери Омейе олимпийский чемпион 2008, 2012, 5 кратный чемпион Мира по гандболу и 3-кратный чемпион Европы по гандболу. В марте 2017 года, Тьери Омейе объявил о завершении карьеры в сборной Франции

## Награды
Командные
- Чемпион Франции: 2002, 2003, 2004, 2005, 2006, 2015, 2016
- Обладатель Кубка Франции: 2001, 2002, 2003, 2005, 2006, 2015
- Кубок Французской лиги: 2004, 2005, 2006, 2014
- Чемпион Германии: 2007, 2008, 2009, 2010, 2012, 2013
- Обладатель Кубка Германии: 2007, 2008, 2009, 2011, 2012, 2013
- Обладатель Суперкубка Германии: 2008, 2009, 2012, 2013
- Победитель Лиги чемпионов ЕГФ: 2003, 2007, 2010, 2012
- Чемпион летних олимпийских игр: 2008, 2012
- Чемпион мира: 2001, 2009, 2011, 2015, 2017
- Чемпион Европы: 2006, 2010, 2014
- Серебряный призёр летних Олимпийских игр: 2016

Личные
- Игрок года по ИХФ: 2008
- Самый ценный игрок чемпионата мира: 2015
- Лучший голкипер чемпионата мира: 2009, 2011, 2015
- Лучший голкипер чемпионата Европы: 2006

## Статистика
Статистика Тьери Омейе.
Статистика Тьери Омейе в сезоне 2017/18 указана на 1.6.2018
| Сезон                     | Клуб            | Лига           | Матчи | Голы | 7-метр | Голы |
| ------------------------- | --------------- | -------------- | ----- | ---- | ------ | ---- |
| 2000-01                   | Монпелье        | LNH Division 1 | 25    | 0    | 0      | 0    |
| 2001-02                   | Монпелье        | LNH Division 1 | 25    | 0    | 0      | 0    |
| 2002-03                   | Монпелье        | LNH Division 1 | 26    | 0    | 0      | 0    |
| 2003-04                   | Монпелье        | LNH Division 1 | 26    | 0    | 0      | 0    |
| 2004-05                   | Монпелье        | LNH Division 1 | 26    | 0    | 0      | 0    |
| 2005-06                   | Монпелье        | LNH Division 1 | 26    | 0    | 0      | 0    |
| 2006-07                   | Киль            | Бундеслига     | 34    | 0    | 0      | 0    |
| 2007-08                   | Киль            | Бундеслига     | 34    | 0    | 0      | 0    |
| 2008-09                   | Киль            | Бундеслига     | 34    | 0    | 0      | 0    |
| 2009-10                   | Киль            | Бундеслига     | 34    | 1    | 0      | 1    |
| 2010-11                   | Киль            | Бундеслига     | 34    | 2    | 0      | 2    |
| 2011-12                   | Киль            | Бундеслига     | 34    | 0    | 0      | 0    |
| 2012-13                   | Киль            | Бундеслига     | 34    | 1    | 0      | 1    |
| 2006—2013                 | Итого           | Бундеслига     | 238   | 4    | 0      | 4    |
| 2013-14                   | Монпелье        | LNH Division 1 | 18    | 0    | 0      | 0    |
| 2014-15                   | Пари Сен-Жермен | LNH Division 1 | 25    | 0    | 0      | 0    |
| 2015/16                   | Пари Сен-Жермен | LNH Division 1 | 25    | 0    | 0      | 0    |
| 2016-17                   | Пари Сен-Жермен | LNH Division 1 | 26    | 0    | 0      | 0    |
| 2017-18                   | Пари Сен-Жермен | LNH Division 1 | 26    | 0    | 0      | 0    |
| 2000—2006, 2013 — по н.в. | Итого           | LNH Division 1 | 274   | 0    | 0      | 0    |
| 2000 — по н.в.            | Итого           | -              | 512   | 4    | 0      | 4    |